# Powstanie w Bułgarii (1403)
Powstanie w Bułgarii 1403
W roku 1403, wykorzystując trwającą w Turcji wojnę domową, dwaj carewicze bułgarscy Konstantyn oraz Frużin wzniecili powstanie w ziemi widyńskiej oraz w okolicach Pirotu. W tym samym roku armia turecka dowodzona przez syna Bajazyda I -Sulejmana pokonała powstańców w bitwie przy granicznej warowni Temska w Pirocie. Klęska zakończyła powstanie. Konstantyn zbiegł do Serbii a Frużin na Węgry. 
Literatura
- Zygmunt Ryniewicz: Leksykon bitew świata, Wyd. Almapress, Warszawa 2004.